# Hospital Alfredo Ítalo Perrupato
El Hospital Alfredo Ítalo Perrupato es un hospital público del departamento San Martín de la provincia de Mendoza, Argentina.

## Historia
El Perrupato es el hospital cabecera de la Zona Este de la provincia de Mendoza. Lleva el nombre de un médico rural nacido en Buenos Aires en 1885, Alfredo Ítalo Perrupato, que una vez recibido se radicó en la ciudad de San Martín. En sus comienzos, el hospital funcionó en un terreno sobre la calle Sarmiento, y luego ocupó la manzana completa. Allí se colocó la piedra fundamental, en 1914, y fue inaugurado en 1918.
Las especialidades del nosocomio son: Cirugía general, Clínica médica, Farmacia hospitalaria, Ortopedia y traumatología, Otorrinolaringología, Pediatría, Tocoginecología.